# نا یونگ هی
نا یونگ هی (کره‌ای: 나영희؛ زادهٔ ۲۰ سپتامبر ۱۹۶۱) بازیگر اهل کره جنوبی است. او در مجموعه‌های تلویزیونی همچون شاهزاده زیرشیروانی، از بخت بد عاشقت شدم، تهیه‌کنندگان، عاشق خوش‌شانس، زیبایی درون و اگه می‌تونی خیانت کن ایفای مقش کرده است.